# Bolyarovo
Bolyarovo(en bulgare Болярово) est une ville située dans le sud-est de la Bulgarie.

## Géographie

### Géographie physique
Bolyarovo est située dans sud-est de la Bulgarie, à 343 km à l'est-sud-est de la capitale Sofia. La ville est le chef-lieu de la commune de Bolyarovo.
La ville se situe à l'extrémité sud-est de la plaine de Thrace du Nord et au début des premières hauteurs du massif de la Strandja. Elle est délimitée à l'ouest et au nord par la rivière Popovska.

### Géographie humaine
| 1926 | 1934  | 1946  | 1956  | 1965  | 1975  | 1985  | 1992  | 2001  |
| ---- | ----- | ----- | ----- | ----- | ----- | ----- | ----- | ----- |
| -    | 1 687 | 1 777 | 1 706 | 1 663 | 1 326 | 1 792 | 1 916 | 1 515 |

| 2011  | 2021  | - | - | - | - | - | - | - |
| ----- | ----- | - | - | - | - | - | - | - |
| 1 220 | 1 063 | - | - | - | - | - | - | - |

,

## Histoire
La localité actuelle est probablement née à la fin du XVIIIe siècle apr. J.-C., sous l'Empire ottoman. Elle prend alors le nom de Paşa köy mais elle est renommée Bolyarovo en 1934.
La localité obtient le statut de ville par décret n°1942 du 17 septembre 1974.